# 신토스역
신토스역(일본어: 新鳥栖駅, しんとすえき)은 일본 사가현 도스시에 위치한 규슈 여객철도 소속의 철도역이며, 규슈 신칸센, 나가사키 본선의 정차역이다. 규슈 신칸센 구간을 통틀어 사가 현에 자리잡은 신칸센 정차역은 현재 신토스 역만 존재한다.
승강장 구조로는 신칸센 2면 4선, 나가사키 본선의 경우 2면 2선이다. 인근에는 사가 현 경마장과 현재 건립중이 규슈 국립 중입자선 암치료 센터가 있다.

## 승강장

### 규슈 신칸센
| 11・12 | 규슈 신칸센 | (상행) | 하카타・신오사카 방면        |
| 13・14 | 규슈 신칸센 | (하행) | 구마모토・가고시마 중앙 방면 |

### 재래선
| 1 | ■ 나가사키 본선 | (상행) | 도스・하카타 방면                                  |
| 2 | ■ 나가사키 본선 | (하행) | 사가・히젠야마구치・나가사키・사세보・하우스텐보스 |

## 인접역
| 규슈 신칸센            | 규슈 신칸센   | 규슈 신칸센                    |
| ---------------------- | ------------- | ------------------------------ |
| 하카타 하카타 방면     | ■ 규슈 신칸센 | 구루메 가고시마 중앙 방면      |
| 나가사키 본선          |               |                                |
| 도스 도스・하카타 방면 | ■ 보통        | 히젠후모토 사가・나가사키 방면 |

## 역 주변
- 사가 경마장
- 토스 시 육상 경기장
- 규슈 국립 중입자 암센터